# Mala i Vela luka na poluotoku Sokol, Krk
Mala i Vela luka na poluotoku Sokol, Krk este o arie protejată (sit de importanță comunitară — SCI) din Croația întinsă pe o suprafață de 195,03 ha, integral marine.

## Localizare
Centrul sitului Mala i Vela luka na poluotoku Sokol, Krk este situat la coordonatele 44°58′37″N 14°48′29″E / 44.977°N 14.808°E.

## Înființare
Situl Mala i Vela luka na poluotoku Sokol, Krk a fost declarat sit de importanță comunitară în iulie 2013 pentru a proteja un număr necunoscut de specii din flora spontană și fauna sălbatică aflate în arealul zonei.

## Biodiversitate
Situată în ecoregiunea marină mediteraneană, aria protejată conține 2 habitate naturale: Terase mlăștinoase și terase nisipoase neacoperite de apă la reflux, Golfuri mici largi și golfuri puțin adânci.
La baza desemnării sitului se află un număr nedeclarat de specii protejate.